# Heilig Kreuz (Engelbrechtsmünster)

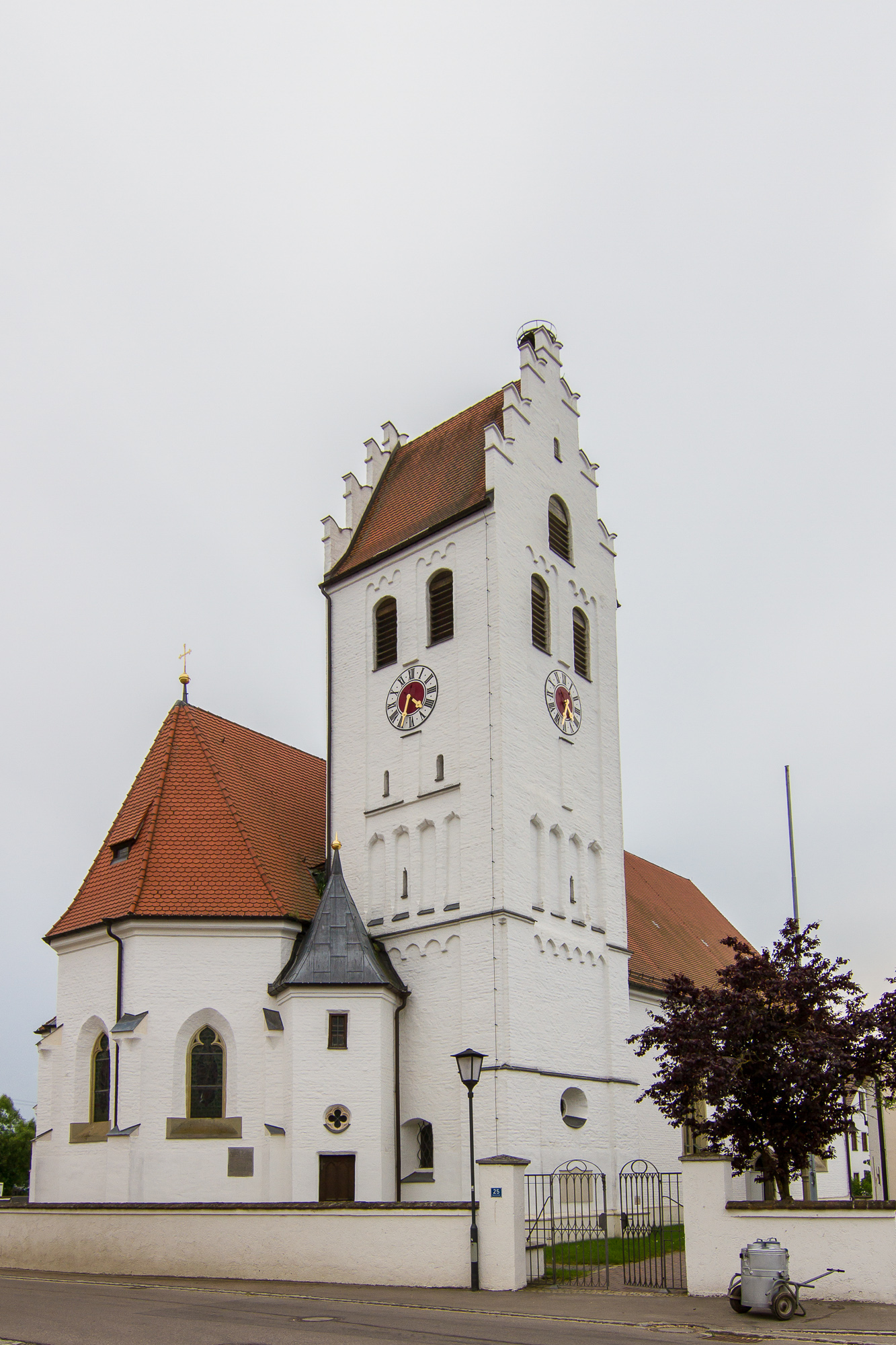
Heilig Kreuz in Engelbrechtsmünster

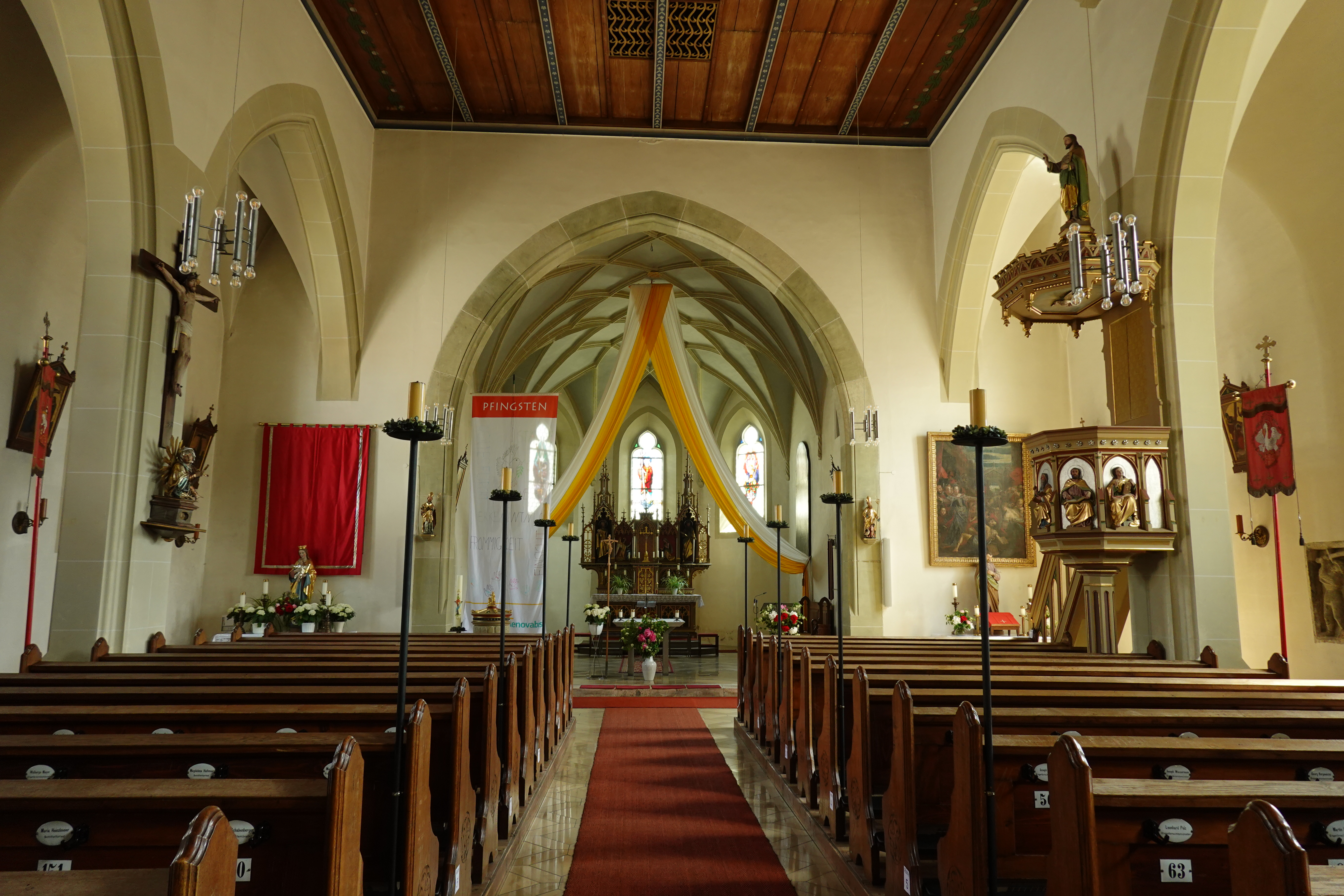
Innenraum

Die römisch-katholische Pfarrkirche Heilig Kreuz steht in Engelbrechtsmünster, einem Ortsteil der Gemeinde Geisenfeld im oberbayerischen Landkreis Pfaffenhofen an der Ilm. Das Bauwerk ist in der Liste der Baudenkmäler in Geisenfeld als Baudenkmal unter der Nr. D-1-86-122-47 eingetragen. Die Pfarrei gehört zum Dekanat Geisenfeld-Pförring des Bistums Regensburg.

## Beschreibung
Das neugotische Langhaus der Hallenkirche mit einem im Inneren durch spitzbogige Arkaden von den Seitenschiffen getrennten Mittelschiff wurde 1910 nach einem Entwurf von Heinrich Hauberrisser unter Einbeziehung der Ostteile des gotischen Vorgängerbaus errichtet. Der eingezogene, dreiseitig geschlossene, von Strebepfeilern gestützte Chor mit zwei Jochen und der quer mit einem Satteldach zwischen Staffelgiebeln bedeckte Chorflankenturm an dessen Nordwand stammen im Kern aus der zweiten Hälfte des 15. Jahrhunderts. Das oberste Geschoss des Chorflankenturms enthält den Glockenstuhl mit vier Kirchenglocken, das Geschoss darunter die Turmuhr. Die Sakristei befindet sich an der Südwand des Chors.
Das Mittelschiff ist innen mit einer auf Konsolen ruhenden Holzbalkendecke überspannt, während die schmalen Seitenschiffe durch Gratgewölbe und der Chor mit einem Netzgewölbe abgeschlossen sind.
Die Orgel wurde 1898 als Opus 629 und erneut 1958 als Opus 1946 von G. F. Steinmeyer & Co. erbaut.